# Азар, Килиан
Килиан Азар (фр. Kylian Hazard; 5 августа 1995, Ла-Лувьер, Бельгия) — бельгийский футболист, нападающий клуба «РВДМ47».

## Биография
Родился в городе Ла-Лувьер, но вырос в Брен-ле-Конте, небольшом городе в Валлонии. Происходит из футбольной семьи, его мать Катрин и отец Тьерри тоже были футболистами. Отец провёл большую часть своей карьеры в полупрофессиональном клубе «Лувьерос» из Второго дивизиона Бельгии, на позиции опорного полузащитника. Мать играла на позиции нападающей в Первом дивизионе Бельгии, но вынуждена была завершить карьеру на третьем месяце беременности Эденом, старшим братом Килиана. После окончания карьеры игроков, его родители стали преподавателями физкультуры. Тьерри уволился со своей работы в 2009 году для того, чтобы уделять больше времени своим детям.
Килиан был третьим из четырёх сыновей в семье. Два его старших брата Эден (р. 1991) и Торган (р. 1993) Азары также являются профессиональными футболистами и выступают за сборную Бельгии, причём Эден многими признаётся одним из лучших игроков в мире. Младший брат Итан (р. 2003) также занимается футболом.

## Клубная карьера
Азар является воспитанником бельгийского клуба «Тюбиз». В 2011 году он перебрался в молодёжную команду французского «Лилля», где провёл два года. На профессиональном уровне дебютировал в 2013 году в составе клуба «Уайт Стар Брюссель». 7 сентября, в матче второго дивизиона против «Тюбиза», игрок появился на замену на 87-й минуте вместо Базиле ди Карвалью. Всего в свой первый сезон он провёл 4 матча. В 2014 году Азар подписал контракт с клубом высшей лиги Бельгии «Зюлте-Варегем», но в высшей лиге провёл только 2 матча, а также принимал участие в Кубке Бельгии и отборочном турнире Лиги Европы.
В 2015 году стал игроком венгерского клуба «Уйпешт». В сезоне 2015/16 Азар был основным игроком команды и провёл 29 матчей в чемпионате Венгрии, в которых забил 3 гола, а также дошёл до финала Кубка Венгрии. Однако большую часть следующего сезона игрок пропустил из-за травмы.
В 2017 году Азар подписал контракт с лондонским «Челси». В составе английского клуба выступал в основном в лиге профессионального развития, чемпионате для игроков до 23 лет, а также сыграл 4 матча за резервную команду на Трофей Английской футбольной лиги. Сезон 2017/18 игрок провёл в аренде в бельгийском клубе «Серкль Брюгге». После окончания аренды подписал с командой полноценный контракт.